# Bernard Baily
Pour les articles homonymes, voir Baily.
Compléments
Le Spectre
Bernard Baily, (né le 5 avril 1916- mort le 19 janvier 1996) est un auteur de bandes dessinées et un rédacteur en chef américain de l'Âge d'or des comics.

## Biographie
Il commence avec Jerry Iger. Il collabora avec Jerry Siegel.

## Œuvres
DC Comics
- All Star Comics
  - Justice Society of America
- Adventure Comics
  - The Spectre (DC Comics)
- More Fun Comics
- Weird Mystery Tales (en)
- Eisner & Iger
- House of Mystery (DC Comics)
- House of Secrets (DC Comics)
- Tales of the Unexpected (DC Comics)
- Atlas Comics
  - World of Fantasy
  - Uncanny Tales (comics) (en)
  - Journey into Mystery
- Gang Busters
- Fawcett Comics
- Weird War Tales
- Holyoke Publishing

## Créations
- The Spectre cocréateur Jerry Siegel
- Kulak (DC Comics) cocréateur Jerry Siegel
- La Présence (DC Comics) cocréateur Jerry Siegel
- Hourmann cocréateur Ken Fitch
- Tex Thompson cocréateur Ken Fitch
- Miss X (en) cocréateur Ken Fitch
- Prince Ra-Man cocréateur Jack Miller